# Order Zasługi (Węgry)
Order Zasługi (węg. Érdemrend, Érdemrendje) – kilka wysokich węgierskich odznaczeń państwowych, od 1935 nadawanych jako ordery, istniejących pod nieco różniącymi się nazwami w różnych okresach:
- 1922–1935: Krzyż Węgierski Zasługi (Magyar Érdemkereszt);
- 1935–1946: Order Węgierski Zasługi (Magyar Érdemrend);
- 1946–1949: Order Zasługi Republiki Węgierskiej (Magyar Köztársasági Érdemrend);
- 1949–1989: Order Zasługi Węgierskiej Republiki Ludowej (Magyar Népköztársasági Érdemrend);
- 1991–2012: Order Zasługi Republiki Węgierskiej (Magyar Köztársasági Érdemrend);
- od 2012: Order Węgierski Zasługi (Magyar Érdemrend).

## Historia

### Lata 1922–1935
Nowo powstały w 1922 Krzyż Węgierski Zasługi (Magyar Érdemkereszt) podzielono na:
- Krzyż Wielki (Nagykeresztje),
- I Klasa (I. Osztály),
- II Klasa z Gwiazdą (II. Osztályhoz Csillag),
- II Klasa (II. Osztály),
- III Klasa (III. Osztály),
- IV Klasa (IV. Osztály),
- V Klasa (V. Osztály),

dodatkowo:
- Srebrny Medal Zasługi (Ezüst Érdemérem),
- Brązowy Medal Zasługi (Bronz Érdemérem).

### Lata 1935–1946

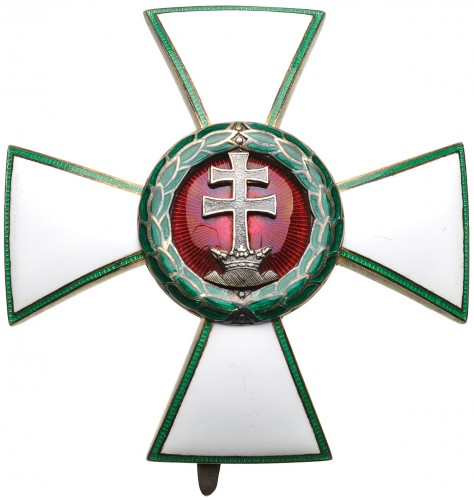
Krzyż Oficerski w wer. cywilnej

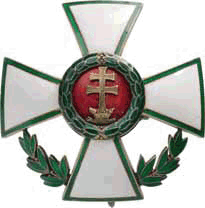
Krzyż Oficerski w wer. wojskowej

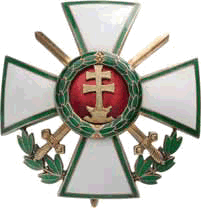
Krzyż Oficerski w wer. wojennej

Zmiana statutów z 1935 zmieniła nazwę na Order Węgierski Zasługi (Magyar Érdemrend), podniosła status odznaczenia do rangi orderu i ustaliła nowy podział, zmieniony jeszcze po rozpoczęciu II wojny światowej:
- Łańcuch (Lánca), dodany w 1939,
- Krzyż Wielki ze Świętą Koroną (Szent Koronával ékesített Nagykeresztje), do 1939 Krzyż Wielki,
- Krzyż Wielki (Nagykeresztje), do 1939 I Klasa,
- Krzyż Komandorski z Gwiazdą (Középkeresztje Csillaggal),
- Krzyż Komandorski (Középkeresztje),
- Krzyż Oficerski (Tisztikeresztje),
- Krzyż Kawalerski (Lovagkeresztje),

dołączono Medal z Koroną (dawny austro-węgierski Signum Laudis):
- Wielki Złoty Medal Węgierski z Koroną (Magyar Koronás Nagy Aranyérem)[a]
- Złoty Medal Węgierski z Koroną (Magyar Koronás Aranyérem)[b]
- Srebrny Medal Węgierski z Koroną (Magyar Koronás Ezüstérem)[c]
- Brązowy Medal Węgierski z Koroną (Magyar Koronás Bronzérem)[d]
- Medal Dzielności (Bátorsági Érem)[e],

dawną V Klasę podzielono na trzy stopnie Krzyża Zasługi:
- Złoty Krzyż Zasługi (Arany Érdemkereszt),
- Srebrny Krzyż Zasługi (Ezüst Érdemkereszt),
- Brązowy Krzyż Zasługi (Bronz Érdemkereszt),

pozostawiając dodatkowe medale:
- Srebrny Medal Zasługi (Ezüst Érdemérem),
- Brązowy Medal Zasługi (Bronz Érdemérem).

Za zasługi wojenne od 1939 order mógł być nadany z mieczami (w kategorii wojskowej).
W 1938 w związku z wizytą regenta Miklósa Horthyego w Polsce władze węgierskie podjęły decyzję o wyróżnieniu orderem kilkudziesięciu funkcjonariuszy Policji Państwowej. 10 lutego 1938 dyrektor Biura Personalnego Ministerstwa Spraw Wewnętrznych inż. Stanisław Kucharski pismem nr Pers. 833/534 przesłał do Komendy Głównej Policji Państwowej odznaki nadesłane przez Poselstwo Węgierskie. Wśród odznaczonych funkcjonariuszy znaleźli się m.in.:
- podinspektorzy Marian Kozielewski i Jan Petri – Krzyżem Komandorskim,
- nadkomisarze Jan Zdanowicz, Adam Czarnożyński i Józef Maciejewski – Krzyżem Oficerskim,
- komisarze Zenon Rosołowicz, Franciszek Jarzęcki, Tadeusz Makowski i Stanisław Helle – Krzyżem Kawalerskim,
- aspiranci Zygfryd Włoczewski i Henryk Altkorn – Złotym Krzyżem Zasługi.

### Lata 1946–1949
1 lutego 1946 w miejsce dotychczasowej monarchii powstało państwo marionetkowe względem ZSRR o nazwie Republika Węgierska, a wszystkie dotychczasowe węgierskie odznaczenia zostały zniesione. Jednocześnie ustanowiony został Order Zasługi Republiki Węgierskiej nawiązujący do swojego poprzednika jedynie częściowo wyglądem.
Podzielony został na pięć klas i trzy stopnie krzyża:
- Klasa I:
  - Krzyż Wielki z Łańcuchem (Nagykeresztje lánccal),
  - Krzyż Wielki (Nagykeresztje),
- Klasa II: Krzyż Komandorski z Gwiazdą (Középkeresztje a Csillaggal),
- Klasa III: Krzyż Komandorski (Középkeresztje),
- Klasa IV: Krzyż Oficerski (Tisztikeresztje),
- Klasa V:  Krzyż Kawalerski (Lovagkeresztje),
- Złoty Krzyż Zasługi (Érdemkereszt arany fokozata),
- Srebrny Krzyż Zasługi (Érdemkereszt ezüst fokozata),
- Brązowy Krzyż Zasługi (Érdemkereszt bronz fokozata).

Wersja dla wojskowych posiadała wieniec laurowy w kształcie półokręgu łączący dolne ramię z bocznymi.
Łącznie otrzymało go niemal 4 tys. osób.

### Lata 1949–1989
Po przejęciu pełni władzy przez komunistów w 1949 zamieniono nazwę państwa na Węgierska Republika Ludowa, w miejsce dotychczasowego orderu ustanowiony został nowy order zawierający w swojej nazwie nową nazwę państwa: Order Zasługi Węgierskiej Republiki Ludowej (Magyar Népköztársasági Érdemrend). Podzielony został na pięć numerowanych klas (dosł. stopni) i trzy stopnie medalu:
- I Klasa (I. fokozata) – 169 odznaczonych,
- II Klasa (II. fokozata) – 174 odznaczonych,
- III Klasa (III. fokozata) – 285 odznaczonych,
- IV Klasa (IV. fokozata) – 745 odznaczonych,
- V Klasa (V. fokozata) – 1619 odznaczonych,
- Złoty Medal Zasługi (Érdemérem arany fokozata) – 17 656 odznaczonych,
- Srebrny Medal Zasługi (Érdemérem ezüst fokozata) – 5290 odznaczonych,
- Brązowy Medal Zasługi (Érdemérem bronz fokozata) – 5992 odznaczonych.

Wprowadzony w 1953 całkowicie nowy system orderowo-odznaczeniowy pozostawił jedynie jedną klasę, opierającą swój wygląd na dotychczasowej V klasie, z wyjątkiem nowej wstążki. Niewielkiej modyfikacji uległa też sama nazwa, ale różnica dostrzegalna jest jedynie w języku węgierskim, z Érdemrend na Érdemrendje. Odznaczono nim jeszcze 140 osób.

### Od 1991
Republikański order wznowiony został w 1991 i do 2012 nadawany był znów pod nazwą Order Zasługi Republiki Węgierskiej (węg. Magyar Köztársasági Érdemrend), a później jako Order Węgierski Zasługi (węg. Magyar Érdemrend). Do 2012 roku był najwyższym odznaczeniem państwowym Węgier. Na podstawie nowych przepisów z 2011 najwyższym wedle starszeństwa stał się wznowiony w 2012 Order Węgierski Świętego Stefana.
Order dzieli się pięć klas i nadawany jest w dwóch odmianach: cywilnej i wojskowej. W I klasie wprowadzono stopień specjalny, nadawany wyłącznie monarchom lub głowom państw:
- Stopień specjalny (od 2012 r.): Krzyż Wielki z Łańcuchem i Złotopromienną Gwiazdą (Nagykeresztje a Lánccal és az Aranysugaras Csillaggal)

[w okresie 1991-2012 Krzyż Wielki z Łańcuchem (Nagykeresztje a Lánccal)]
- Klasa I: Krzyż Wielki (Nagykeresztje)
- Klasa II: Krzyż Komandorski z Gwiazdą (Középkeresztje a Csillaggal)
- Klasa III: Krzyż Komandorski (Középkeresztje)
- Klasa IV: Krzyż Oficerski (Tisztikeresztje)
- Klasa V:  Krzyż Kawalerski (Lovagkeresztje)

Wielkim Mistrzem i Kawalerem Krzyża Wielkiego z Łańcuchem i Złotopromienną Gwiazdą jest urzędujący prezydent Węgier.
Z Orderem Węgierskim Zasługi powiązany jest trójstopniowy Krzyż Węgierski Zasługi.

## Insygnia

### Lata 1922–1946
Oznaką Orderu Węgierskiego Zasługi był emaliowany na biało krzyż kawalerski (pattée) – o ramionach rozszerzających się linią prostą; z bordiurą zieloną. Pośrodku krzyża medalion (otoczony emaliowanym na zielono wieńcem laurowym) emaliowany na czerwono z umieszczonym wewnątrz podwójnym krzyżem z węgierskiego herbu.
Gwiazda orderowa była ośmiopromienna, w przypadku Krzyża Komandorskiego z Gwiazdą co drugie ramię było krótsze. Wewnątrz umieszczony był krzyż orderowy, z ukoronowanym herbem w medalionie Krzyża Wielkiego ze Świętą Koroną. W wersji wojskowej miał pod ramiona boczne i dolne podłożony wieniec laurowy. W czasie wojny na tym wieńcu umieszczano skrzyżowane miecze umieszczone pod odznaką, widoczne pomiędzy ramionami, z ostrzami do góry.

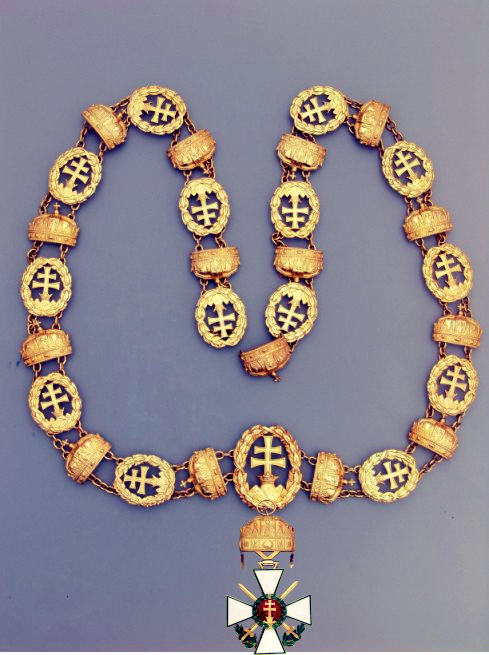
Łańcuch Krzyża Wielkiego ze Świętą Koroną

Łańcuch orderowy ustanowiono 13 maja 1939 dla szczególnych nadań Krzyża Wielkiego ze Świętą Koroną – otrzymało go jedynie sześć osób.
Wersja cywilna wieszana była na zielonej wstędze, z trzema wyjątkami: klasy najwyższej – ustanowionego w 1939 Krzyża Wielkiego ze Świętą Koroną, który miał biało-czerwone brzegi, Krzyża Oficerskiego noszonego bez wstążki na agrafie oraz Złotego, Srebrnego i Brązowego Krzyża wieszanego na zielonej wstążce z dwoma czerwonymi paskami (jeden z nich na krawędzi).
Wojskowi otrzymywali order na czerwonych wstęgach z biało-zielonymi krawędziami, oprócz Krzyża Oficerskiego noszonego tak jak w wersji cywilnej, ale dla odróżnienia od niej, z dodatkowym wieńcem laurowym pod ramionami poziomymi i dolnym. W czasie wojny nadawano wersję z mieczami.
Wszystkie klasy mogły być noszone na wstążce złożonej w trójkąt (na sposób austro-węgierski) z odpowiednim dla konkretnej klasy akcesorium (miniaturą odpowiedniej gwiazdy orderowej dla klas z gwiazdą lub właściwej odznaki dla klas niższych, krzyża lub medalu). Podobnie wyglądało to w przypadku baretek.
Medale z Koroną Signum Laudis były noszone na zielonej wstążce (dla cywilów), zielonej z biało-czerwonymi brzegami (wojskowi), lub czerwonej z biało-zielonymi krawędziami (wersja wojenna, mogła być nadana również z mieczami), oprócz Wielkich Medali z Koroną, które noszono na wstędze czerwonej z białymi paskami w czasie pokoju (zarówno cywile, jak i wojskowi) albo czerwonej z biało-zielonymi krawędziami (wersja wojenna).

### Lata 1946–1949

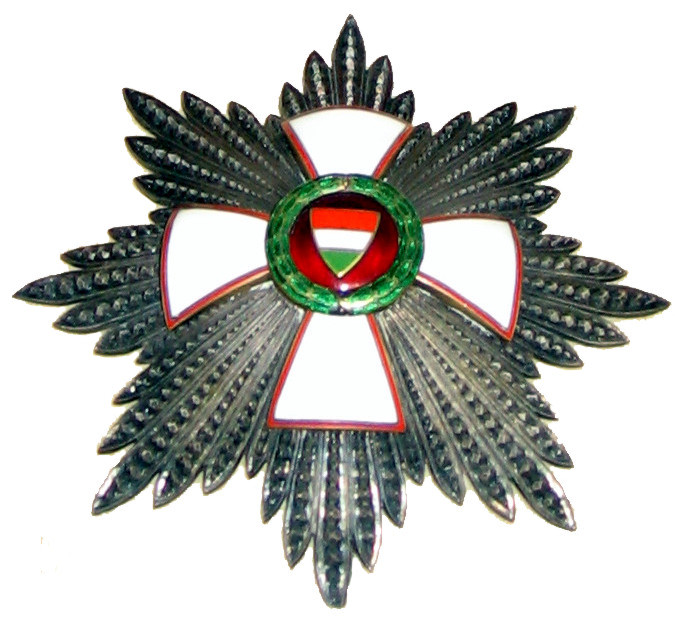
Gwiazda Krzyża Wielkiego Orderu Zasługi Republiki Węgierskiej z lat 1946–1949

Kształt odznak i gwiazd zarówno klas orderu, jak i stopni krzyża, pozostał niezmieniony, natomiast w środkowym medalionie umieszczono tarczę z trójkolorową flagą republiki, krawędzie krzyża emaliowano na czerwono. Wszystkie trzy stopnie krzyża miały ramiona wpisane w ażurowy okrąg z metalu właściwego dla danego stopnia. Wstęga orderowa była czerwona z białymi paskami wzdłuż obu krawędzi, na których znajdowały się jeszcze po dwa wąskie paseczki, czerwony bliżej środka i zielony bliżej krawędzi.

### Lata 1949–1953
Odznaką orderu była czerwona pięciopromienna gwiazda. W jej wewnętrznym medalionie znajdował się symbol złotych kłosa i młota na niebieskim tle, otoczony złotym wieńcem z kłosów zboża z boku, z trójkolorową flagą Węgier poniżej (czerwono-biało-zieloną), z czerwoną pięciopromienną gwiazdką u góry, od której odchodziło w dół czternaście złotych linii imitujących promienie światła (godło Węgier z lat 1949–1956; tzw. „godło Rákosiego”).
Dla pierwszych dwóch klas odznaka położona była na wielopromiennej złotej gwieździe, o kształcie zbliżonym do okręgu, które różniły się wielkością w zależności od klasy (I Klasa miała 76 mm średnicy, a II Klasa 60 mm średnicy), w III Klasie wielopromienna gwiazda była srebrna, o średnicy jak przy Klasie II. IV Klasą była sama czerwona gwiazda (również 60 mm), natomiast V Klasa to czerwona gwiazda położona na złotej gwieździe w kształcie zbliżonym do pięciokąta (wielkości 41 mm), a całość mocowana była do złożonej w trójkąt wstążki (czerwonej, z pięcioma połączonymi wąziutkimi paseczkami biało-czerwono-biało-zielono-białymi ciągnącymi się wzdłuż krawędzi).
Wszystkie stopnie medalu miały odznakę jak przy Klasie V, ale bez wieńca pod spodem, różniły się tylko krawędziami gwiazdy i medalionem wewnętrznym, gdzie kolory złote zastąpiono odpowiednio srebrnymi lub brązowymi w zależności od stopnia.
Pierwsze cztery klasy mogły być noszone w rzędzie z innymi medalami w postaci tzw. dekoracji małej (kisdíszítmény), które miały wygląd taki, jak V Klasa, ale posiadały dodatkową miniaturę odznaki mocowaną do wstążki: I Klasa – złota miniatura 25 mm, II Klasa – złota miniatura 20 mm, III Klasa – srebrna miniatura 20 mm, IV Klasa – miniatura 18 mm.
Wszystkie klasy orderu i wszystkie stopnie medalu miały również dodatkowe odznaki w przypadku markowania ich za pomocą baretek.
| Klasy orderu (z dekoracjami małymi u góry) w latach 1949–1953 |          |           |          |         |
|                                                               |          |           |          |         |
| I Klasa                                                       | II Klasa | III Klasa | IV Klasa | V Klasa |

| Stopnie medalu w latach 1949–1953 |         |         |
|                                   |         |         |
| Złoty                             | Srebrny | Brązowy |

### Lata 1953–1989

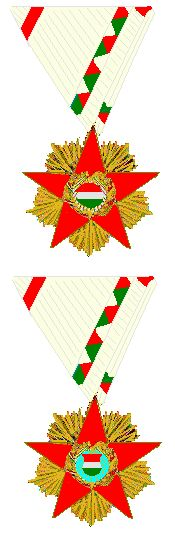
Wz. 1957.

Odznaka tego jednoklasowego orderu miała wygląd identyczny z Klasą V dotychczasowego orderu. Zmieniono jedynie wstążkę, która miała wygląd nawiązujący do białej wstążki świeżo zniesionego Orderu Kossutha, gdzie prawy pasek dalej składał się z połączonych trójkątów w kolorach węgierskiej flagi, a lewy pasek zmieniono na czerwony.
W rok po powstaniu węgierskim 1956 zmieniono znienawidzony symbol kłosa i młota wewnątrz medalionu odznaki, na tarczę herbową z trójkolorową flagą Węgier, dolną flagę związano w kokardę, prawy złoty wieniec przepasano dwukrotnie czerwoną wstążką, a lewy – wstążką w kolorach węgierskiej flagi (godło Węgier z lat 1957–1990; tzw. „godło Kádára”).

### Od 1991
Oznaką jest emaliowany taki sam krzyż jak w latach 1922–1945, z bordiurą zieloną w odmianie cywilnej, a czerwoną w wojskowej, dodatkowo złocony na krawędziach. Pośrodku krzyża medalion (otoczony złoconym na krawędziach, emaliowanym na zielono wieńcem laurowym) emaliowany na czerwono z Herbem Węgier.
Oznaka odmiany cywilnej orderu jest zawieszona na zielonej wstążce z czerwono-białą bordiurą, zaś odmiany wojskowej na wstążce czerwonej z zielono-białą bordiurą:
- Klasa I:
  - Krzyż Wielki z Łańcuchem i Złotopromienną Gwiazdą – oznaka zawieszona poprzez złotą zawieszkę w formie dwóch laurowych gałązek na wąskim złotym łańcuchu. Gwiazda orderowa złota, ośmiopromienna z nałożoną na niej oznaką. Gwiazdę nosi się na lewej piersi.
  - Krzyż Wielki – oznaka zawieszona na wielkiej wstędze noszonej przez prawe ramię do lewego boku. Gwiazda orderowa srebrna, ośmiopromienna z nałożoną na niej oznaką. Gwiazdę nosi się na lewej piersi.
- Klasa II: oznaka zawieszona na wstędze noszonej na szyi. Gwiazda orderowa srebrna, ośmiopromienna o skróconych czterech promieniach (co drugi) z nałożoną na niej oznaką. Gwiazdę nosi się na lewej piersi.
- Klasa III: oznaka zawieszona na wstędze noszonej na szyi.
- Klasa IV: oznaka bez wstążki, na agrafie; noszona na lewej piersi.
- Klasa V: oznaka zawieszona na wstążce noszonej na lewej piersi.

## Baretki

### Lata 1922–1946
| Baretki odmiany wojskowej w czasie wojny   | Baretki odmiany wojskowej w czasie wojny | Baretki odmiany wojskowej w czasie wojny | Baretki odmiany wojskowej w czasie wojny | Baretki odmiany wojskowej w czasie wojny | Baretki odmiany wojskowej w czasie wojny |
| ------------------------------------------ | ---------------------------------------- | ---------------------------------------- | ---------------------------------------- | ---------------------------------------- | ---------------------------------------- |
| Krzyż Wielki ze Świętą Koroną i z Mieczami | Krzyż Wielki z Mieczami                  | Krzyż Komandorski z Gwiazdą i z Mieczami | Krzyż Komandorski z Mieczami             | Krzyż Oficerski z Mieczami               | Krzyż Kawalerski z Mieczami              |
| Wielki Złoty Medal z Koroną i Mieczami     | Wielki Złoty Medal z Koroną              | Srebrny Medal z Koroną i Mieczami        | Srebrny Medal z Koroną                   | Brązowy Medal z Koroną i Mieczami        | Brązowy Medal z Koroną                   |
| Baretki odmiany wojskowej w czasie pokoju  |                                          |                                          |                                          |                                          |                                          |
| Krzyż Wielki ze Świętą Koroną              | Krzyż Wielki                             | Krzyż Komandorski z Gwiazdą              | Krzyż Komandorski                        | Krzyż Oficerski                          | Krzyż Kawalerski                         |
| Wielki Złoty Medal z Koroną                | Złoty Medal z Koroną                     | Srebrny Medal z Koroną                   | Brązowy Medal z Koroną                   |                                          |                                          |
| Złoty Krzyż                                | Srebrny Krzyż                            | Brązowy Krzyż                            | Srebrny Medal                            | Brązowy Medal                            |                                          |
| Baretki odmiany cywilnej                   |                                          |                                          |                                          |                                          |                                          |
| Krzyż Wielki ze Świętą Koroną              | Krzyż Wielki                             | Krzyż Komandorski z Gwiazdą              | Krzyż Komandorski                        | Krzyż Oficerski                          | Krzyż Kawalerski                         |
| Wielki Złoty Medal z Koroną                | Złoty Medal z Koroną                     | Srebrny Medal z Koroną                   | Brązowy Medal z Koroną                   | Medal Dzielności (Srebrny)               |                                          |
| Złoty Krzyż                                | Srebrny Krzyż                            | Brązowy Krzyż                            | Srebrny Medal                            | Brązowy Medal                            |                                          |

### Lata 1946–1949
| Baretki                  | Baretki       | Baretki                     | Baretki           | Baretki         | Baretki          |
| ------------------------ | ------------- | --------------------------- | ----------------- | --------------- | ---------------- |
| Krzyż Wielki z Łańcuchem | Krzyż Wielki  | Krzyż Komandorski z Gwiazdą | Krzyż Komandorski | Krzyż Oficerski | Krzyż Kawalerski |
| Złoty Krzyż              | Srebrny Krzyż | Brązowy Krzyż               |                   |                 |                  |

### Lata 1949–1953
| Baretki     | Baretki       | Baretki       | Baretki  | Baretki |
| ----------- | ------------- | ------------- | -------- | ------- |
| I Klasa     | II Klasa      | III Klasa     | IV Klasa | V Klasa |
| Złoty Medal | Srebrny Medal | Brązowy Medal |          |         |

### Lata 1953–1989
| Baretki      | Baretki      |
| ------------ | ------------ |
| l. 1953–1957 | l. 1957-1989 |

### Od 1991
| Baretki odmiany wojskowej                         | Baretki odmiany wojskowej | Baretki odmiany wojskowej   | Baretki odmiany wojskowej | Baretki odmiany wojskowej | Baretki odmiany wojskowej |
| ------------------------------------------------- | ------------------------- | --------------------------- | ------------------------- | ------------------------- | ------------------------- |
| Krzyż Wielki z Łańcuchem i Złotopromienną Gwiazdą | Krzyż Wielki              | Krzyż Komandorski z Gwiazdą | Krzyż Komandorski         | Krzyż Oficerski           | Krzyż Kawalerski          |
| Baretki odmiany cywilnej                          |                           |                             |                           |                           |                           |
| Krzyż Wielki z Łańcuchem i Złotopromienną Gwiazdą | Krzyż Wielki              | Krzyż Komandorski z Gwiazdą | Krzyż Komandorski         | Krzyż Oficerski           | Krzyż Kawalerski          |